# Чирсков, Владимир Григорьевич
Владимир Григорьевич Чирсков (род. 24 апреля 1935) — советский государственный деятель. Член ЦК КПСС (1986—1990), депутат Верховного Совета СССР 11-го созывов, Народный депутат РСФСР.

## Биография
В 1971 году окончил Всероссийский заочный финансово-экономический институт. Кандидат технических наук, профессор. Член-корреспондент РАЕН (1994), академик РИА (1990), почётный президент Российского союза нефтегазостроителей.
- 1951—1955 — учащийся Саратовского нефтепромыслового техникума.
- 1955 — механик СУ-4 треста «Туймазанефтестрой», г. Октябрьский.
- 1955—1958 — служба в Советской армии.
- 1958—1959 — механик, главный механик СУ-3 треста «Туймазанефтестрой».
- 1959 — главный механик СУ-3 треста «Башнефтепромстрой», Нефтекамск.
- 1959—1966 — главный механик треста «Башнефтепромстрой».
- 1966—1967 — начальник отдела механизации Главтюменнефтегазстроя, Тюмень.
- 1967—1973 — управляющий трестом «Тюменгазмеханизация».
- 1973—1978 — начальник территориального управления по строительству магистральных трубопроводов в районах Севера и Западной Сибири Министерства строительства предприятий нефтяной и газовой промышленности СССР, Тюмень.
- 1978—1991 — заместитель, первый заместитель министра (с 1983), министр строительства предприятий нефтяной и газовой промышленности СССР.
- 1991—2005 — председатель правления внешнеэкономической ассоциации «Внештрубопроводстрой».
- С октября 2005 года по октябрь 2012 года президент Российского Союза нефтегазостроителей.

Член совета директоров ОАО «Прометей-Сочи», ООО СП «Гарда».

## Награды
- орден Почёта (2015)[3]
- орден Ленина
- орден Октябрьской Революции
- орден Трудового Красного Знамени
- лауреат Государственной премии СССР (1977)
- лауреат Ленинской премии (1988)